# 索里苏
索里苏是巴西马托格罗索州的一个市镇。总面积9345.755平方公里，总人口55121人，人口密度5.9人/平方公里。